# پاتریک ساپس
پاتریک کلنل ساپس (به انگلیسی: Patrick Colonel Suppes)؛ (زاده ۱۷ مارس ۱۹۲۲ - درگذشته ۱۷ نوامبر ۲۰۱۴) فیلسوف آمریکایی بود که سهم قابل‌توجهی در فلسفه علم، نظریه اندازه‌گیری، مبانی مکانیک کوانتومی، نظریه تصمیم، روان‌شناسی و فناوری آموزشی داشت. او استاد بازنشسته فلسفه در دانشگاه استنفورد بود و تا ژانویهٔ ۲۰۱۰ مدیر برنامه آموزش برای جوانان بااستعداد در استنفورد بود.

## زندگی و حرفه
ساپس در ۱۷ مارس ۱۹۲۲ در تولسا، اوکلاهاما به‌دنیا آمد. او تک‌فرزند بزرگ شد، و بعدها با یک برادر ناتنی به‌نام جورج که در سال ۱۹۴۳ پس از ورود پاتریک به ارتش به‌دنیا آمد، بزرگ شد. پدربزرگش، سی ساپس، از اوهایو به اوکلاهاما نقل‌مکان کرده بود. پدر و پدربزرگ ساپس از کارکنان نفت بودند. مادرش وقتی او پسر جوانی بود فوت کرد. ساپس توسط نامادری‌اش بزرگ شد که قبل از شش سالگی او با پدرش ازدواج کرده بود. پدر و مادرش تحصیلات رسمی زیادی نداشتند.
ساپس تحصیل را در سال ۱۹۳۹ در دانشگاه اوکلاهاما آغاز کرد، اما در سال دوم تحصیلی خود به دانشگاه شیکاگو منتقل شد و دلیل اصلی خود را بی‌حوصلگی از زندگی فکری در اوکلاهما عنوان کرد. در سومین سال تحصیلی، با اصرار خانواده، در رشته فیزیک در دانشگاه تولسا تحصیل کرد و سپس در سال ۱۹۴۲ وارد نیروهای ذخیره ارتش شد. در سال ۱۹۴۳ به دانشگاه شیکاگو بازگشت و با مدرک لیسانس در هواشناسی فارغ‌التحصیل شد و اندکی پس از آن برای خدمت در طول جنگ جهانی دوم، در جزایر سلیمان مستقر شد.
ساپس در سال ۱۹۴۶ از نیروی هوایی ارتش اخراج شد، و در ژانویه ۱۹۴۷ به‌عنوان دانشجوی کارشناسی ارشد فلسفه دانشجوی ارنست ناگل شده و وارد دانشگاه کلمبیا شد، و در سال 1950 مدرک دکترا گرفت. در سال ۱۹۵۲ به دانشگاه استنفورد رفت و از سال ۱۹۵۹ تا ۱۹۹۲ مدیر مؤسسه مطالعات ریاضی در علوم اجتماعی بود. او پس از آن پروفسور فلسفه، بازنشسته، در استنفورد شد.

## کار فلسفی

### یادگیری به کمک کامپیوتر
در دهه ۱۹۶۰ ساپس و ریچارد آتکینسون (رئیس آینده دانشگاه کالیفرنیا) آزمایش‌هایی را در استفاده از رایانه برای آموزش ریاضی و خواندن به کودکان مدرسه‌ای در منطقه پالو آلتو انجام دادند. «برنامه آموزشی استنفورد برای جوانان مستعد» و «شرکت برنامه درسی کامپیوتر»، که اکنون «فن آوری‌های آموزشی پیرسون نامیده می‌شود» نتیجه آن آزمایش‌های اولیه هستند. ساپس، در استنفورد، در تشویق توسعه شرکت‌های با فناوری پیشرفته که تا دهه ۱۹۹۰ در زمینه نرم‌افزار آموزشی ظهور کردند نقش اساسی داشت.
یکی از کامپیوترهای مورد استفاده در آزمایش‌های آموزش به کمک رایانه (CAI) ساپس و اتکینسون، سیستم آموزشی تخصصی «آی‌بی‌ام ۱۵۰۰» بود. سیستم IBM 1500 CAI که توسط کمک مالی تحقیقاتی در سال ۱۹۶۴ از وزارت آموزش ایالات متحده به مؤسسه مطالعات ریاضی در علوم اجتماعی در دانشگاه استنفورد به‌کار گرفته شد، ابتدا در مدرسه ابتدایی برنت‌وود در شرق پالو آلتو نمونه‌سازی شد. دانش‌آموزان برای اولین بار از این سیستم در سال ۱۹۶۶ استفاده کردند.
برنامه Dial-a-Drill ساپس یک رابط تلفن لمسی برای CAI بود. ده مدرسه در اطراف منهتن در این برنامه شرکت داشتند که هر هفته سه درس را از طریق تلفن ارائه می‌کردند. Dial-a-Drill روال را برای دانش‌آموزانی که به دو سؤال اشتباه پاسخ دادند تنظیم کرد. این سیستم در مارس ۱۹۶۹ آنلاین شد. تلفن‌های لمسی در منازل کودکان شرکت‌کننده در این برنامه نصب شد. نیروهای میدانی به والدین در مورد مزایای این برنامه آموزش دادند و بازخوردها را جمع‌آوری کردند.

### نظریه تصمیم
در طول دهه‌های ۱۹۵۰ و ۱۹۶۰، ساپس با دونالد دیویدسن در نظریه تصمیم در استنفورد هم‌کاری کرد. کار اولیه آن‌ها از خطوط فکری‌ای پیروی می‌کرد که در سال ۱۹۲۶ توسط فرانک رمزی پیش‌بینی شده بود، و شامل آزمایش تجربی نظریه‌های آن‌ها بود، که در سال ۱۹۵۷ به تک‌نگاری تصمیم‌گیری: یک رویکرد تجربی به اوج رسید. مفسرانی مانند کرک لودویگ سرچشمه نظریه تفسیر رادیکال دیویدسن را در کار تکوینی او با ساپس جستجو می‌کنند.

## جوایز و افتخارات
- او در سال ۱۹۶۸ به عضویت آکادمی هنر و علوم آمریکا انتخاب شد.[۱۱]
- در سال ۱۹۷۱ به‌عنوان عضو دائمی مؤسسه بین‌المللی فلسفه انتخاب شد.
- در سال ۱۹۷۸ به‌دلیل کار خود در زمینه روان‌شناسی ریاضی به‌عنوان عضو آکادمی ملی علوم انتخاب شد.[۱۲]
- در ۱۳ نوامبر ۱۹۹۰، رئیس‌جمهور جورج اچ دبلیو بوش نشان ملی علوم رئیس‌جمهور را به‌دلیل فعالیت در علوم رفتاری و اجتماعی به ساپس اعطا کرد.[۱۳]
- در سال ۱۹۹۱ به عضویت انجمن فیلسوفان آمریکا انتخاب شد.[۱۴]
- در سال ۱۹۹۴ به‌عنوان عضو اانجمن ماشین‌های حسابگر معرفی شد.
- ساپس برنده جایزه لاکاتوش در سال ۲۰۰۳ برای کمک‌هایش به فلسفه علم است.
- او عضو فرهنگستان علوم نروژ بود.[۱۵]
- در سال ۲۰۱۲، اولین جایزه یک عمر دستاورد «انجمن صنعت اطلاعات و نرم‌افزار» را دریافت کرد.[۱۶]

## آثار
- ساپس, پاتریک; ارو, کنت  جی.; کارلین, ساموئل (1960). مدل‌های ریاضی در علوم اجتماعی، ۱۹۵۹: مجموعه مقالات اولین سمپوزیوم استانفورد. استنفورد، کالیفرنیا: انتشارات دانشگاه استنفورد. ISBN 978-0-8047-0021-4.
- ساپس، پاتریک (۱۹۶۰)، نظریه نمونه‌گیری محرک برای پیوستاری پاسخ، صفحات ۳۴۸–۳۶۳.
- ساپس، پاتریک (۱۹۷۲ [۱۹۶۰]). نظریه مجموعه‌های بدیهی. دوور. ترجمه اسپانیایی توسط اچ‌ای کاستیللو Teoria Axiomatica de Conjuntos.
- ساپس، پاتریک (۱۹۸۴). متافیزیک احتمالاتی، انتشارات بلک‌ول؛ چاپ مجدد (اکتبر ۱۹۸۶)
- هامفریس، پی. ویرایش. (۱۹۹۴). پاتریک ساپس: فیلسوف علمی، کتابخانه سنتز (اسپرینگر-ورلاگ).
  - جلد ۱: احتمال و علیت احتمالی.
  - جلد ۲: فلسفه فیزیک، نظریه ساختار و اندازه‌گیری، و نظریه کنش.
- ساپس، پاتریک (۱۹۹۹) (۱۹۵۷). مقدمهٔ بر منطق. دوور. ترجمه اسپانیایی توسط جی‌ای گاراسکو، Introducion a la logica simbolica. ترجمه چینی فو-تسنگ لیو.
- ساپس، پاتریک (۲۰۰۲). بازنمایی و تغییرناپذیری ساختارهای علمی. CSLI (توزیع‌شده توسط انتشارات دانشگاه شیکاگو).
- ساپس، پاتریک؛ هیل، شرلی (۲۰۰۲) (۱۹۶۴). اولین دوره در منطق ریاضی. دوور. ترجمه اسپانیایی.
- ساپس، پاتریک؛ لوس، آر. دانکن؛ کرانتز، دیوید؛ تورسکی، عاموس (۲۰۰۷) (۱۹۷۲). مبانی اندازه‌گیری، جلد. ۱–۳. دوور.